# 1985 (Anthony Burgess)
1985 è un romanzo di Anthony Burgess. Pubblicato nel 1978, è basato sull'opera di George Orwell 1984, da cui trae spunto per il titolo.
È stato tradotto in numerose lingue. In Italia il libro è noto con il titolo 1984 & 1985 ed è stato pubblicato per la prima volta nel 1979, nella traduzione di Maria Gallone.

## Contenuto
Il libro si divide in due parti. La prima, intitolata 1984, è costituita da una raccolta di brevi saggi e autointerviste (nelle quali Burgess è sia l'iintervistato che l'intervistatore) su vari aspetti del romanzo di Orwell. Viene spiegata l'idea di base della distopia, termine al quale l'autore preferisce cacotopia sulla base di considerazioni etimologiche, in contrapposizione a utopia. Burgess considera Orwell in relazione al tempo in cui visse i suoi ultimi anni, come un archetipo del britannico esaurito dalla guerra che temeva la minaccia di una guerra atomica con l'Unione Sovietica. Si notano inoltre le differenze tra il socing immaginato da Orwell e il più concreto socialismo inglese che Burgess vedeva messo in pratica nella Gran Bretagna della sua epoca.
La seconda parte del libro consiste in un romanzo ambientato nel 1985, sette anni dopo la pubblicazione del libro. Si tratta di una "variazione sul tema" di Orwell, non di un seguito a 1984: sulla base della sua osservazione della società britannica e della situazione internazionale nel 1978, Burgess immagina come potrebbe essere un possibile 1985 se certi trend continuassero, in particolare l'aumento di potere dei sindacati. Nell'ipotetico 1985 del libro, essi sono diventati così potenti da esercitare un pieno controllo sulla società; ci sono sindacati per ogni occupazione concepibile, che indicono scioperi per qualsiasi pretesto, e lo sciopero di un solo sindacato diventa presto uno sciopero generale. Un altro dei temi principali del romanzo è la crescita dell'Islam come rilevante forza culturale e politica nel Regno Unito, grazie a un'immigrazione massiccia dal Medio Oriente; Londra abbonda di moschee e ricchi Arabi, che condizionano lo sfondo economico della storia.
Il protagonista è un insegnante con una predilezione per la cultura classica, che lotta contro un sistema scolastico che privilegia approcci pratici e superficiali alle materie di studio. Egli subisce anche le angherie di teppisti di strada, dei quali guadagna però il rispetto quando perde il suo status professionale, dato che essi sono consapevoli di vivere ai margini del sistema, e anche per questo mostrano un interesse verso la lingua e la letteratura greche e latine.

### Trama del romanzo
Nel 1985, l'ex insegnante Bev Jones piange la morte di sua moglie, morta nell'incendio di un ospedale avvenuto nel mezzo di uno sciopero dei pompieri, che l'ha lasciato solo con la loro figlia tredicenne Bessie, sessualmente precoce e incapace di comprendere la differenza tra realtà e fantasia a causa di un farmaco (ispirato alla talidomide) preso da sua madre in gravidanza. Bev giunge a disprezzare il sistema sindacale, tanto più che perde il suo lavoro di insegnante di storia, per non essersi attenuto ai programmi di studio autoreferenziali decisi dai sindacati. In questo rimugina le ultime parole di sua moglie: "Non permettere..."
Bev trova lavoro in un'industria dolciaria, ma la sua iscrizione al sindacato viene revocata il giorno in cui va a lavorare sebbene sia stato proclamato uno sciopero, cosa che di fatto gli sbarra la strada alla ricerca di altri impieghi. Sapendo che presto perderà la sua casa, porta Bessie in una casa d'accoglienza per altre ragzze come lei, e diventa un vagabondo che si associa ad altri dissidenti disoccupati, compiendo dei furterelli per sopravvivere. Durante uno di questi furti, Bev viene colto sul fatto e mandato in rieducazione in un manicomio criminale, dove gli vengono mostrati film di propaganda e lezioni per cercare di riconvertirlo in un membro utile della società. Bev fa anche la conoscenza del potente dirigente sindacale Pettigrew, che avverte Bev che il futuro della Gran Bretagna è di essere retta dai sindacati, non dal parlamento. Nonostante gli incessanti tentativi di rieducazione, Bev non cambia idea, e alla fine del suo periodo di pena è rilasciato.
Bev torna a Londra avendo saputo che Bessie sarà espulsa dalla casa d'accoglienza a causa della sua mancata conversione, e come extrema ratio accetta di cederla come concubina e possibile futura moglie a un ricco sceicco che s'interessa a lei durante una visita all'Al-Dorchester hotel, sperando almeno che in questo modo sarà al sicuro e riuscirà a soddisfare le sue necessità. Dal canto suo, Bev accetta di entrare in una rete chiamata i Liberi Britanni, che intende assicurare i servizi essenziali e l'ordine pubblico durante i sempre più frequenti scioperi che flagellano il Regno Unito, ma presto scopre che dietro vi si cela un gruppo musulmano con lo scopo di rifondare la Gran Bretagna come stato islamico. Grazie alla sua cultura, il capo dei Liberi Britanni, che si fa chiamare "Colonnello Lawrence" in onore di Lawrence d'Arabia, utilizza Bev come portavoce e lo incarica di curare la cronaca degli scioperi in corso, ma Bev incontra nuovamente la frustrazione quando il suo superiore gli censura i pezzi che ha scritto. Di sciopero in sciopero si giunge infine ad uno sciopero generale, finché re Carlo III non prende le redini del regno facendo cessare le agitazioni, prendendo a pretesto il fatto che ha costretto il medico di corte a lavorare per seguire la regina nel parto.
Alcuni mesi dopo, Bev è arrestato di nuovo e rinchiuso a vita in una struttura per malati di mente, dalla quale si può uscire sono su richiesta di un famigliare sano; tuttavia, ad un certo punto la figlia smette di scrivergli dall'Arabia e lo staff dello sceicco nega persino che si trovi con loro. Bev si mette a insegnare la storia dell'Inghilterra ai suoi compagni di sventura e apprende dall'esterno laconiche notizie dalle quali parrebbe che la conversione musulmana della Gran Bretagna stia continuando (ad esempio, gli abitanti dell'isola di Man scoprono che per anni l'alcool nella loro birrà è stato sostituito da un farmaco stimolante-deprimente, per essere in linea con le regole alimentari islamiche).
A mano a  mano che le lezioni di storia di Bev si addentrano nel XX secolo, egli trova sempre più difficile raccordarle con la situazione presente, e propone ai suoi allievi di ricominciare da capo, proposta che viene rigettata. Rimasto solo e senza scopo, Bev esce dal dormitorio nottetempo e tocca deliberatamente il filo elettrificato della recinzione, uccidendosi.

## Opere derivate
1985 fu adattato da Guy Meredith in un radiodramma, trasmesso su BBC Radio 3 il 23 gennaio 1985.

## Edizioni
- (EN) Anthony Burgess, 1985, London, Hutchinson, 1978.
- Anthony Burgess, 1984 & 1985, traduzione di Maria Gallone, Milano, Editoriale Nuova, 1979.
- Anthony Burgess, 1984 & 1985, Milano, Club degli Editori, 1980.